# بريان كوكس
بريان كوكس (بالإنجليزية: Bryan Cox)‏ هو لاعب كرة قدم أمريكية أمريكي، ولد في 17 فبراير 1968 في سانت لويس الشرقية ‏ في الولايات المتحدة.

## وصلات خارجية
- بريان كوكس على موقع مرجع كرة القدم المحترفة.كوم (الإنجليزية)